# Apamea gratissima
Apamea gratissima — вид метеликів родини совок (Noctuidae). Вид поширений у Європі.